# Jean-Noël Cabezas
Pour les articles homonymes, voir Cabezas.
Jean-Noël Cabezas est un footballeur français né le 31 décembre 1966 à Martigues. Son poste de prédilection était attaquant (1,84 m pour 78 kg). 

## Carrière

### Entraîneur
En février 2006, il obtient le BEES 2e degré.
- Il a été l'entraîneur adjoint de Corinne Diacre au Clermont Foot 63, il entraîne en parallèle l'équipe de CFA2 ayant pour objectif de former de futurs joueurs professionnels.

## Palmarès
- Champion de France de National en 1996 avec Toulon et en 2002 avec Clermont.
- Champion de France de National 3 en 2023 avec l'As Cannes.